# Amable-Gabrielle de Villars
Amable-Gabrielle de Villars, född 1706, död 1771, var en fransk hovfunktionär. Hon var dame d'atours till Frankrikes drottning Marie Leszczyńska från 1742 till 1768, och för Marie Antoinette 1770–1771.

## Biografi
Amable-Gabrielle de Villars var dotter till Adrien Maurice de Noailles, och Françoise Charlotte d'Aubigné, och gifte sig 1721 med Honoré Armand de Villars, hertig av Villars (1702–1770) och guvernör i Provence. Hennes make var homosexuell och makarna levde skilda liv och hade inga barn, men hon hade ett förhållande med Jean Philippe d'Orléans (1702–1748), utomäktenskaplig son till Filip II av Orléans och Marie Louise Madeleine Victoire Bel de La Boissière Argenton. Amable-Gabrielle de Villars fick en dotter, Amable Angelique (1723–1771), med honom.
Amable-Gabrielle de Villars utsågs 1727 till en av drottningens hovdamer, dame du palais efter sin svärmor. De flesta av den nya drottningens hovdamer hade utsetts mot kardinal Fleurys önskan bland de kvinnor som väntades vara lojala mot premiärministern hertig de Bourbon och hans mätress madame de Prie och ansågs utgöra exempel på regentperiodens sedeslöshet, och Villars, jämsides med Madame de Nesle, hertiginnorna de Tallard, Bethune, Épernon och damerna Gontaut, d'Egmont, de Rupelmonde, Matignon, Chalais, och de Merode, utpekas som de som åsyftades.
de Villars blev omtyckt av drottningen, som år 1742 genom en intrig lyckades få kardinal Fleury att förmå kungen att utse Villars till dame d'atours efter Françoise de Mazarin för att undvika att kungens nya mätress Marie Anne de Mailly-Nesle utsågs till denna post, men lyckades inte förhindra att denna istället fyllde Villars före detta plats som dame du palais. Denna intrig var en del av ett ganska betydande pussel med hovdamstjänster som ägde rum i samband med kungens nya mätress inträde i hovet. 
Liksom andra medlemmar av Marie Leszczyńskas hov behöll hon sin tjänst efter dennas död 1768 och överfördes 1770 till Marie Antoinettes. Hon var dock så gammal då att hon vanskötte sin uppgift och lät utgifterna för den kungliga garderoben skena iväg för att hon inte orkade hålla efter bokföringen, vilket utnyttjades av andra. Hon efterträddes av Adélaïde Diane de Cossé.
Verket Le roman de la "Sainte Duchesse" : lettres inédites de la duchesse de Villars au comte d'Argenson (1738-1741) utgavs 1923.